# علم المستحاثات اللافقارية

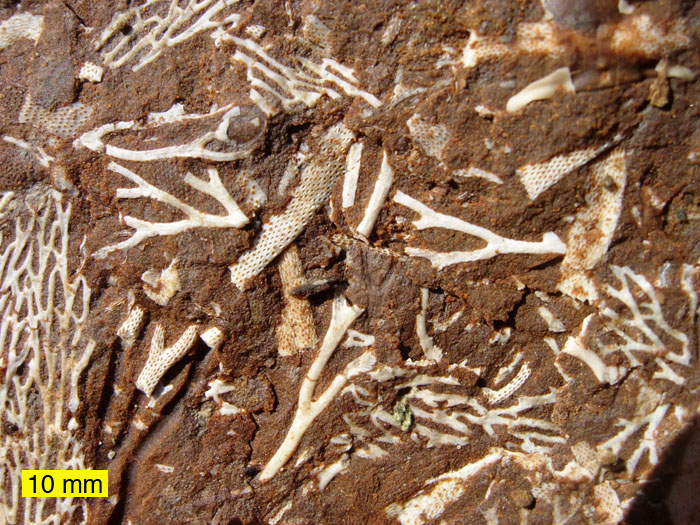
علم المستحاثات اللافقارية

يطلق أحيانًا على علم المستحاثات اللافقارية (بالإنكليزية Invertebrate paleontology أوinvertebrate palaeontology) اسم علم الأحافير الحيوانيّة اللافقاريّة invertebrate paleozoology أو علم أحافير الأحياء اللّافقاريّة القديمة invertebrate paleobiology. سواء كان هذا الحقل من العلوم فرعاً من علم الإحاثة أو علم الأحافير الحيوانيّة أو من علم أحافير الأحياء القديمة، فإنّ هذا التخصّص هو الدّراسة العلميّة للافقاريات ما قبل التاريخ من خلال تحليل أحافير اللّافقاريات في السجلّ الجيولوجي.
تستخدم كلمة لافقاريات لوصف المخلوقات غير الفقاريّة في المملكة الحيوانيّة (أو الكائنات الحيّة متعدّدة الخلايا) في المجال الحيوي لحقيقيّات النوي. تفتقر هذه الحيوانات متعدّدة الخلايا شبه الفقارية -وفقًا للتعاريف التطوّريّة- إلى العمود الفقري أو السلسلة الفقريّة أو سلسلة الظّهر أو الحبل الظهريّ المتكامل الطويل - على عكس الفقاريات في شعبة الحبليّات.
وفيما يتّصل بذلك، لم يكن للّافقاريّات أبداً أيّ هيكلٍ عظميّ داخليّ لا غضروفي ولا عظمي، أو أيّا من دعاماته الهيكلية كالشقوق الغلصوميّة، الأضلاع أو الفكّين. أخيرًا، بقيت اللّافقاريات مخلوقات غير قحفية على مدار الزمن الجيولوجي، أي أنّها لم تطوّر جوف القحف، أو دماغ ذو أعصاب، أو جمجمة، أو قشرة مُخّيّة صلبة واقية قطّ (على عكس العديد من الفقاريّات).

## مصطلحات اللافقاريّات في العلوم
خلال العقود العديدة التي انقضت منذ قيام عالم الأحياء والتطوّر الرائد جان بابتيست دو لامارك، بوضع أوّل تصوّر وصياغة لفئة «اللافقاريات» (بين 1793عامي و 1801) وصياغته لمصطلح «علم الأحياء» (في عام 1802)، أصبح علم الحيوان يدرك أن فئة اللّافقاريات فئة أحاديّة النمط الخلويّ وغير صالحة علميّاً. يعتبر الآن كلّ من علم الأحياء التنمويّ وعلم الأحياء التطوريّ (المعروفان اختصاراً باسم "evo-devo") مصطلح «اللافقاريّات» مرتبطاً بمصطلح (متعدّد الأسلاف) ومصطلح (شبه عرقيّ)، ومع ذلك، فقد استمرّت معظم أقسام علوم الأرض باستخدامه ويجده علماءُ الأحافير مُفيداً وعملياًّ في تقييم اللافقاريات الأحفورية وبالتالي تطوّر اللافقاريات.
ومع ذلك، فهناك تنبيه حديث وحيد حول استخدام هذا المصطلح، فلم يعد علماء البيولوجيا الأحفوريّة وعلماء الأحياء المجهريّة في القرن الحادي والعشرين يصنفون الميكروبات أحاديّة الخلية الشبيهة بالحيوانات لا كفقاريات ولا كحيوانات. على سبيل المثال، فإنّ كلّاً من أحافير المثقّبات (fossilized foraminifera واختصاراً forams) الموجودة بشكلٍ شائع والشَّعوعيات - العوالق الحيوانيّة التي قد تمّ تصنيفها سابقًا إمّا تحت شعبة الحيوانات أو المملكة الحيوانيّة الفرعيّة المسمّاة أواليّات Protozo («الحيوانات الأولى») - يتمّ تصنيفها الآن في المملكة أو المملكة العليا المسمّاة الأَوَّلاَنِيَّات Protista أو Protoctista (وبالتالي تسمّى protists أو protoctists).
ولهذا يتعاملُ علماءُ الأحافير اللافقاريّة الحديثين إلى حدّ كبير مع أُحفوريّات هذه المملكة الحيوانيّة الأكثر تحديداً (باستثناء شعبة الحبليّات)، حيث تمثّل هذه الشّعبة المحورَ الأساسيّ لحقلِ علمِ الأحفوريّات الفقاريّة. أمّا المحور الرئيسي الذي يدرسه علم الأحياء الدقيقة فهو حقل الأحفوريّات الأوّلانيّة (وحيدة الخليّة)، في حين أن الأحفوريّات النباتيّة هي محور الدراسة التي يقوم عليها علم الأحفوريّات النباتيّة. تمثّل الأنواع الأربعة السابقة معاً الأقسام التصنيفيّة التقليديّة لدراسة الأحفوريّات القديمة.

## تحجّر اللافقاريات
عندما يتعلّق الأمر بالسجلّ الأحفوري، فإنّ تحجّر اللافقاريات ذات الجسم الرخو والصغير -مثل الهيدرات، والهلاميّات، والديدان المسطّحة، والديدان الشعريّة، والديدان الخيطيّة، والديدان الشريطيّة، والدوّارات، والديدان الحلقية- يكون نادراً. ونتيجةً لذلك سيتوجّب على علماء الأحفوريّات وغيرهم من مجمّعي المستحاثّات الاعتماد على مستحاثّات الأثر أو الأحافير الدقيقة أو بقايا الأحفوريّات الكيميائيّة عند الاستطلاع عن هذه الكائنات التي تعود إلى عصور ما قبل التاريخ.
تُحفظُ اللافقاريات ذات الأجساد الكبيرة والصلبة بشكل أكثر شيوعاً؛ وعادةً ما يُعثر عليها بشكل أحافير كبيرة الحجم. يتم الحفاظ على هذه اللافقاريات بشكلٍ أكثر انتشاراً لأن أجزائها الصلبة -على سبيل المثال، الصدف أو الدروع أو الصفائح أو القشور أو الهياكل الخارجيّة أو الفكّ أو الأسنان- تتكون من السيليكا (ثاني أكسيد السيليكون) أو الكالسيت (كربونات الكالسيوم البلورية) أو الأراغونيت (كلاهما شكل من أشكال كربونات الكالسيوم) أو الكيتين (وهو بروتين غالبًا ما يكون مشبعاً بالفوسفات ثلاثية الكالسيوم)، أو الكيراتين (بروتين معقّد)، بدلاً من عظام الفقاريات (هيدروكسيباتيت) أو غضروف الأسماك وغضروف رباعيّات الأرجل التي تعيش على الأرض.
في بعض الأحيان يتم الحفاظ على الفكوك الكيتينيّة للديدان الحلقيّة (مثل فكوك بعض الكائنات البحرية) كأحفوريّات. في حين أنّ العديد من المفصليات واللامفصليّات ذوات القوائم الذراعيّة قد حجّرت بسهولة أجزاءها الصلبة من الكالسيت أو الكيتين أو الكيراتين. إنّ الأحافير كبيرة الحجم الأكثر شيوعًا والتي يتمّ العثور عليها بكثرة هي الأصداف الجيرية شديدة الصلابة للمفصليّات ذات القوائم الذراعيّة (عضديّات الأرجل) والرخويات (مثل المحار الموجود بكثرة، والحلزونات، وبلح البحر والمحار الملزمي). ومن ناحية أخرى، الرخويات غير الصدفيّة والديدان غير المبيضة (على سبيل المثال، ديدان الأرض).